# Daniel Keel

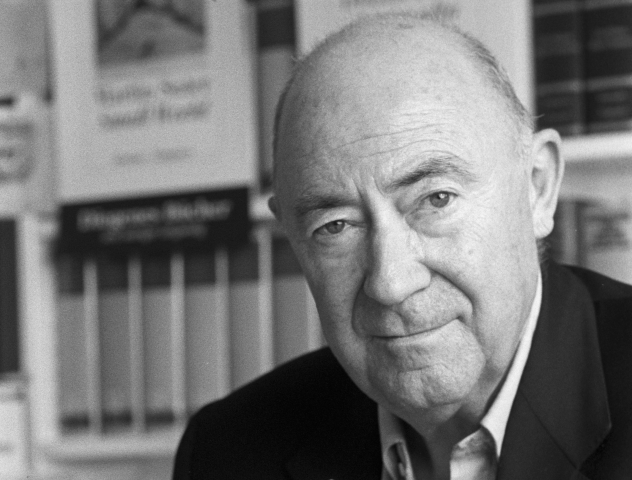
Daniel Keel, Foto: Monica Boirar 1999

Daniel Keel (* 10. Oktober 1930 in Einsiedeln; † 13. September 2011 in Zürich) war ein Schweizer Verleger. Er war Gründer und bis zu seinem Tod aktiver Leiter des Diogenes Verlags sowie von 1960 bis 1980 seiner nach ihm benannten Galerie Daniel Keel.

## Leben
Daniel Keel brach das Gymnasium ab und lernte von 1947 bis 1949 Buchhändler. Er gründete im Jahr 1952 den Diogenes Verlag zunächst als Ein-Mann-Unternehmen. Im Jahr 1954 stiess sein Jugendfreund Rudolf C. Bettschart (1930–2015) zum Unternehmen. Der Diogenes Verlag war zunächst ein Cartoon-Verlag, der erste Titel war ein Band des Engländers Ronald Searle. Das Buch erschien unter dem Titel Weil noch das Lämpchen glüht. Ein weiterer bekannter Cartoonist, mit dem Keel ab 1954 zusammenarbeitete, war Loriot.
1961 gründete er die «Galerie Daniel Keel». 1962 heiratete er die Malerin Anna Keel, geb. Diekmann (1940–2010). Der jüngere Sohn, Philipp (* 1968), übernahm im Jahr 2012 die Verlegertätigkeit bei Diogenes; der ältere, Jakob, sitzt dessen Verwaltungsrat vor. Daniel Keels Bruder Othmar Keel ist Theologe, Bibel- und Religionswissenschaftler sowie Ägyptologe.

„Ich teile alle Werke in zwei Sorten ein: solche, die mir gefallen, und solche, die mir nicht gefallen. Ein anderes Kriterium habe ich nicht.“

Der Diogenes Verlag verlegt zahllose wichtige Autoren wie z. B. Friedrich Dürrenmatt, Bernhard Schlink, Martin Suter, Doris Dörrie, Paulo Coelho und zahlreiche englischsprachige Krimiautoren wie Donna Leon, Dashiell Hammett und Patricia Highsmith. Aus mehr als 65 Jahren Verlagsgeschichte resultieren mehr als 5000 erschienene Titel von mehr als 800 Schriftstellern und Künstlern (Siehe Diogenes Verlag#Verlagsprogramm.)
Keel fand seine letzte Ruhestätte auf dem Zürcher Friedhof Fluntern.

## Ausstellungen in der Galerie Daniel Keel (Auswahl)
- 1965: Gabriele Münter, Juni bis Juli 1965
- 1968: Karl Geiser
- 1970: Tomi Ungerer
- 1972: Sieben phantastische Humoristen: Paul Flora, Edward Gorey, Luis Murschetz, J. J. Sempé, Roland Topor, Tomi Ungerer, Reiner Zimnik, 5. Oktober bis 18. November 1972
- 1972: Käthe Kollwitz
- 1972: Paul Flora
- 1976: Anna Keel
- 1977: Federico Fellini, Skizzen und Zeichnungen[4]
- 1978: Friedrich Dürrenmatt, Zeichnungen und Gemälde
- 1979: Grandville
- 1980: Honoré Daumier, mesdames & messieurs
- 1983: Anna Keel, Zeichnungen

## Auszeichnungen
- 2011: Friedrich-Perthes-Medaille des Börsenvereins des Deutschen Buchhandels für Keel und seinen Compagnon Rudolf C. Bettschart «für ihr grosses Engagement».
- 2011: Ritter des Ordre des Arts et des Lettres[5].